# Tenzing Montes
I Tenzing Montes sono una struttura geologica della superficie di Plutone.